# SN 1975A
SN 1975A és una supernova localitzada a les galàxies NGC 2207/IC 2163.